# 手のひらを太陽に (漫画)
『手のひらを太陽に』（てのひらをたいように）は、和泉かねよしによる日本の漫画作品。
『別冊少女コミック』（小学館）1999年5月号から12月号に連載。全8話。単行本はフラワーコミックスから全2巻が発売された。
義理の弟との関係に悩む女子高校生の恋と成長を、ギャグを織り込みながら描いた作品。作品中に空手道場が登場するため、作者が正道会館東京本部を取材して描いた。

## あらすじ
女子高生・円は、夜道で定期券を拾ってもらったことをきっかけに、空手道場に通う篤志と知り合う。両親の再婚で義理の弟となった翔太に嫌われている円は、放課後に道場に足を運ぶうちに空手に興味を持ち入門。次第に篤志に心魅かれていき、やがて好きだと打ち明ける。しかし、父親の再婚の経緯から円を逆恨みする翔太が篤志に接近し、円の恋を成就させまいと画策する。そんな時、円がきっかけで篤志が怪我をして、今後、空手はできないと医者に告げられる。

## 主な登場人物
田鶴 円（たづる まどか）
主人公の女子高生。16歳。篤志と同じ空手道場に入門し、上手になりたいと。次第に、篤志に魅かれていく。自分を嫌う翔太との関係に悩みながらも、持ち前の前向きな性格で明るく振舞う。
真生 篤志（しんじょう あつし）
空手道場の道場生。空手素人の円にからかい半分で接するが、懸命に上達しようとする円に次第に魅かれていく。
田鶴 翔太（たづる しょうた）
円の義理の弟。高校1年生。母親が病死し、父親が円の母親と再婚して、円と義姉弟となった。再婚前から父親が円の母親と知り合いだったことを知り、その嫌悪感から円に辛くあたり、嫌がらせをする。

## 書誌情報
- 和泉かねよし 『手のひらを太陽に』小学館〈別コミフラワーコミックス〉全2巻 
  1. 1999年10月26日発売 ISBN 4-09-137227-9
  2. 2000年2月26日発売 ISBN 4-09-137228-7

- 和泉かねよし 新装版『手のひらを太陽に』小学館〈betsukomiフラワーコミックス〉全2巻 
  1. 2005年4月20日初版発行 ISBN 4-09-130118-5
  2. 2000年4月20日初版発行 ISBN 4-09-130119-3

  - 第1巻に「花も嵐もふみこえて」、第2巻に「俺様と私」を収録。